# Jesse Joseph
Jesse Joseph, né en 1817 au village de Berthier au Canada et mort le 24 février 1904 à Montréal, est un homme d'affaires montréalais éminent, philanthrope et membre de la communauté juive de Montréal.
L'un des trois fils d’Henry Joseph, et grand-neveu d'Aaron Hart, le jeune Joseph apprend les bases du commerce et des affaires principalement en investissant dans les chemins de fer et l'immobilier. À partir de 1857-1858, il construit ses premiers magasins-entrepôts sur la rue Le Moyne, suivi par le Magasin-entrepôt Jesse-Joseph sur la rue Ste-Hélène entre 1863–1864. Une autre série est érigée sur la rue McGill dans les années 1880. Un des fondateurs de la marine marchande canadienne, il est le premier à développer des liens commerciaux entre le Canada et la Belgique, ce qui lui offre, en 1850, le poste de consul de Belgique au Canada, poste qu'il occupe encore jusqu'en 1895.
Joseph est président de la Montreal Gas Company à partir des années 1860. En 1884, il quitte l'entreprise pour devenir président du Montreal City Passenger Railway (devenu le Montreal Street Railway en 1886). Il démissionne en 1892 à la suite d'un différend avec les administrateurs sur l'avenir des transports publics, Joseph ne croyant pas que l'électricité puisse avantageusement remplacer les véhicules à traction animale.
Il est très actif au sein de la communauté juive montréalaise et accorde son soutien à plusieurs oeuvres de charité. Il habite une résidence baptisée « Dilcoosha », située sur la rue Sherbrooke à l’angle de la rue McTavish. Il meurt subitement en 1904 et sa maison de la rue Sherbrooke est achetée par William Christopher Macdonald, bienfaiteur de l’Université McGill. En 1919, les collections de David Ross McCord y sont entreposées et exposées. Sa maison abrite ainsi le premier musée McCord. En 1955, elle sera démolie et la bibliothèque McLennan de l’Université McGill sera construite sur son emplacement,.